# Meaghan Nally
Meaghan Nally (* 30. Juni 1998 in Fairfax, Virginia) ist eine US-amerikanische Fußballspielerin.

## Werdegang
Die Abwehrspielerin begann ihre Karriere an der South Lakes High School in Reston, Virginia. Von 2016 bis 2019 spielte Nally für die Georgetown Hoyas an der Georgetown University in Washington, D.C. In der Saison 2018 wurde sie zur Abwehrspielerin des Jahres in der Big East Conference. Beim NWSL College Draft 2020 wurde Meaghan Nally an 25. Stelle vom Portland Thorns FC ausgewählt. Zur Saison 2020/21 wechselte Nally auf Leihbasis in die deutsche Bundesliga zum 1. FFC Turbine Potsdam.

## Erfolge
- Meister der Big East Conference: 2017, 2018